# Peter Hinds
Peter Rodney Hinds (Saint Peter, 8 giugno 1962) è un ex calciatore barbadiano, di ruolo attaccante.

## Carriera

### Club
Dopo aver giocato per lungo tempo in club dilettantistici (fra cui il Fujita, con cui disputò la stagione 1988-89 della Japan Soccer League segnando sei reti e fornendo sette assist), approdò al professionismo nel 1989, sottoscrivendo un contratto con il Dundee United col quale disputò la stagione 1989-90 della massima divisione scozzese. Successivamente si trasferì in Portogallo dove disputò due stagioni da titolare con il Marítimo e, infine, con il Gil Vicente. Ritiratosi dal calcio giocato dopo l'esperienza portoghese, vi fece ritorno negli anni duemila disputando alcune stagioni in dei club della terza divisione nordirlandese.

## Statistiche

### Presenze e reti nei club
| Stagione | Squadra            | Campionato | Campionato | Campionato |
| Stagione | Squadra            | Comp       | Pres       | Reti       |
| -------- | ------------------ | ---------- | ---------- | ---------- |
| 1988-89  | Fujita             | JSL1       | ?          | 6          |
|          | Totale Fujita      |            | ?          | 6          |
| 1989-90  | Dundee Utd         | SPD        | 13         | 1          |
|          | Totale Dundee Utd  |            | 13         | 1          |
| 1990-91  | Marítimo           | PD         | 30         | 10         |
| 1991-92  | Marítimo           | PD         | 26         | 4          |
|          | Totale Marítimo    |            | 56         | 14         |
| 1992-93  | Gil Vicente        | PD         | 19         | 3          |
|          | Totale Gil Vicente |            | 19         | 3          |